# Cassandra Engel
Cassandra Engel (* 31. Januar 1986 in Lutherstadt Wittenberg) ist eine ehemalige deutsche Handballspielerin.

## Karriere
Cassandra Engel spielte in der Jugend beim SV Blau-Rot Coswig und beim SV Union Halle-Neustadt. 2003 wechselte sie zum Zweitligisten HSG Blomberg-Lippe, mit dem sie 2006 in die 1. Liga aufstieg. Von 2008 bis 2011 lief die 1,80 Meter große Rückraumspielerin für den VfL Sindelfingen auf, mit dem ihr 2009 ebenfalls der Aufstieg in Liga 1 gelang, dann schloss sie sich der TuS Metzingen an. Mit den TusSies stieg sie 2012 zum dritten Mal in ihrer Karriere in die Bundesliga auf. Nach der Saison 2014/15 beendete sie ihre Karriere.